# Zoungbonou
Zoungbonou è un arrondissement del Benin situato nella città di Houéyogbé (dipartimento di Mono) con 7.671 abitanti (dato 2006).